# ダーククラウド
『ダーククラウド』（Dark Cloud）は、レベルファイブが開発しソニー・コンピュータエンタテインメントが2000年12月14日に発売したPlayStation 2（PS2）専用のアクションロールプレイングゲーム。

## 概要
ソニー・コンピュータエンタテインメントのPS2初のRPGであり、レベルファイブのデビュー作である。日本ではあまり売れなかったが、海外では「日本版で納得できなかった」部分を改良したものを販売し、100万本以上を売り上げた。

## ゲーム内容
本作はアクション要素のあるダンジョン、パーツを組み立てて町・村を復元するジオラマが2つの柱となっている。
計6人のキャラクターが仲間になるが、操作するのは1人だけで、ダンジョン中にキャラクターを切り替えながら進める。ダンジョンのマップは自動生成され、入るたびに変わる。
キャラクター自体に経験値・レベルはなく、「アタッチメント」や「ビルドアップ」で武器を強化するシステムが充実している。

## ストーリー
復活した魔神によって世界のほとんどが破壊されてしまう。主人公は仲間と力を合わせ、世界を再生させるための冒険に出る。

## 世界
作中における世界は、主に東・西に存在する2つの大陸と月である。
西の大陸
高度な文明こそないが、各地には自然が栄えており、長い間、平和が続いていた。ストーリーは、この大陸の村や町、月を中心に展開する。
ノルン村
山に囲まれたのどかな村。風が吹いているため、風車を利用した生活が育まれている。
マタタギの里
広大な森の中にある村で、文明は野生に近い。人々は獣の毛皮を被った服装をしている。
クィーンズ
海に面した美しい港町で、商業が盛んに行われている。西の大陸では最も栄えている。
ムスカラッカ
砂漠のオアシスに存在する集落。古の伝承が語り継がれ、古来の力を守っている。

東の大陸
国
機械文明が発達しており、強力な軍を持つ。軍では密かに西の大陸の侵略を企てている。

月
月のファクトリー
月面クレーターは古の時代に地上から月に移住した民の集落があり、魔法と機械が合わさった高度な文明を持つ。

## 登場キャラクター

### メインキャラクター
トアン
本作の主人公。ノルン村に住む少年。精霊王に特殊な力を与えられ、ノルン村をはじめ世界各地の消失した村や町を再建する。武器は剣・短刀。
シャオ
本作のヒロイン。トアンが飼っている猫で、大きな耳と尻尾が生えている。素早く身軽なのが特徴。魔法の薬により人間の少女に変身する。武器はパチンコ。
ゴロー
マタタギの里の外れに住む少年。大柄な体格に似あわず素朴で人見知りが激しい。里の英雄だった父を亡くしてから心を閉ざす。武器は斧やハンマー。
ルビー
クィーンズの町で合流する魔女。武器は魔力を強化するリング。
ウンガガ
ムスカ・ラッカの村で一人生き残った青年。武器は槍。
オズモンド
月に住む人々のリーダーで天才発明家。武器は銃・光線銃。次回作『ダーククロニクル』でもNPCとして登場する。

### サブキャラクター
ドラン
ノルン村の洞窟の奥に棲む神獣。主にノルン村と空を守護する。
シーダ
謎の魔剣士。剣術と魔法に長けているが、正体は不明。

## 海外版での変更・追加点
敵モンスターの強化
HPが増え、一部モンスターはガード行動をするようになった
新規敵モンスターの追加
一部ボスモンスターの攻撃方法の変化
アイテム、各キャラクターの武器に新規追加
一部武器のビルドアップによって変化する武器も日本版と異なる
新ダンジョンの追加
一度エンディングを見るとワールドマップに「Demon Shaft」と言う全100階層のダンジョンが追加される

## 声優
エンドロールではいずれも役名表記なし。本項では、演者によって配役が明らかにされているキャラクターを記載する。
- 秋葉秋 - シャオ、雪の女王[3]
- 石井康嗣
- 片桐健太
- 久保田恵 - トアン、ルビー[4]
- 神代知衣